# آکیرا موتو
موتو آکیرا (به انگلیسی: Akira Mutō) رئیس کارکنان ارتش منطقه ۱۴، ژاپن در جنگ جهانی دوم بود. او در دادگاه نظامی بین‌المللی شرق آسیا به اعدام محکوم شد.